# Alastair
Alastair az Odaát (Supernatural) című televízióssorozat kitalált szereplője, akit Mark Ralston alakít. Alastair a sorozat egyik mellékszereplője.

## Háttér
Alastair a Pokol egyik fődémona, aki legfőbb ítélet-végrehajtója és kínzómestere a Pokol urának, Lucifernek. 

## 4. évad
Alastair az évad közepén tűnik fel, amikor is értesül róla, hogy egy Anna Milton nevű lány képes megérteni az angyalok beszélgetéseit -ugyanis ő valójában egy bukott angyal-, így néhány démonnal együtt a nyomába ered, hiszen ez a Pokolnak jelentős előnyt jelenthetne a Mennyországgal szemben. Alastair először Anna szüleivel végez, majd követve a Winchester fivéreket, a lányra is rátalál egy közeli templomban. Anna, Dean és Sam ugyan sikeresen elmenekülnek a démon elől, Alastair azonban megszerzi üldözöttjeik jelentős fegyverét, Ruby tőrét, mely kivételes módon őt nem tudja megsebesíteni. 
Később Alastair két társával együtt rátalál Annára, ám két angyal, Castiel és Uriel is feltűnik, akik ezután végeznek két kísérőjével. Anna ez idő alatt azonban sikeresen megszerzi Urieltől az üvegcsébe zárt angyali lelkét, mikor pedig a lány ismét angyallá válik, a környéket hatalmas villanás rázza meg, melyben Anna és Alastair is eltűnik, csupán a korábban eltulajdonított tőr marad hátra. 
A fődémon azonban nem sokkal a történtek után visszatér, méghozzá a gyermekorvos helyett más testet ölt, így próbál meg kaszások megölésével feltörni még egy pecsétet. Akciója azonban a Winchester fiúknak köszönhetően nem sikerül, ráadásul ő maga az angyalok fogságába esik. Mivel rejtélyes angyalgyilkosságok történnek, Castielék Deant bízzák meg, hogy a Pokolban szerzett tapasztalataival szóra bírja az ördögcsapdába zárt démont, hiszen annak idején ő kínozta a kárhozott lelkeket odalenn Alastairral. Míg a vallatás folyik, Alastair feltárja a fiú előtt, hogy maga Dean volt az, aki feltörte a legelső pecsétet, méghozzá mikor a legelső lelket megkínozta. Az ördögcsapda néhány pillanattal később megszakad (később kiderül, az áruló Uriel jóvoltából), így Dean és Castiel életére tör, váratlanul azonban Sam jelenik meg, és képességével megöli a démont.